# David Sène
Pour les articles homonymes, voir Sène.
David Sène (né le 24 décembre 1967 à Alès) est un footballeur français désormais reconverti en entraîneur. 

## Carrière
Il jouait comme défenseur. Il a évolué en LNA suisse, avec notamment FC Saint-Gall et Neuchâtel Xamax FC.
- 1996-1997 :   SC Kriens
- 1997-1999 :   FC Saint-Gall
- 1999-2001 :   Neuchâtel Xamax FC
- 2001-2002 :   FC la-Chaux-de-Fonds